# Triglavský národní park
Triglavský národní park (slovinsky Triglavski narodni park; TNP) je jediný národní park ve Slovinsku, nachází se na severozápadě republiky v obvodu osmi občin. Jeho počátky sahají do roku 1924, jako takový byl ustaven v létě 1961.

## Hydrologie
Triglavským národním parkem prochází rozvodí mezi Jaderským mořem, do kterého odvádí vodu řeka Soča a Černým mořem, k jehož úmoří patří řeka Sáva.
Na území parku se nachází ledovcovo-tektonické Bohinjské jezero a mnoho horských ledovcových jezer (Črno jezero, Dvojno jezero, Jezero na Planini pri Jezeru, Krnsko jezero).

## Historie a současnost
Již z období let 1906 až 1908 pochází první návrh prof. Albina Belara na park, nicméně tento nebyl realizován. V roce 1924 vznikl v údolí triglavských jezer Alpský ochranný park (Alpski varstveni park). Dne 26. června 1961 přijala Lidová skupščina Lidové republiky Slovinsko (LS LRS) usnesení o vyhlášení Doliny sedmi jezer za národní park, a to pod názvem Triglavský národní park. Usnesení bylo publikováno ve slovinském promulgačním listu 29. června 1961 a účinnosti nabylo osmého dne od vyhlášení, tj. 7. července 1961. Součástí usnesení LS LRS bylo i vymezení národního parku. Současnou podobu parku zahrnující většinu východních Julských Alp vymezil zákon z roku 1981, všechny dílčí předpisy týkající se TNP byly v roce 2010 zrušeny přijetím nového zákona o Triglavském národním parku.
Od roku 2003 jsou Julské Alpy a TNP součástí světové sítě biosférických rezervací.

## Příroda
Na území TNP převládá vysokohorský kras, flora je alpská, nicméně je v jihozápadní části parku zjevný i vliv jadranského a středomořského ovzduší. Nejvyšším bodem parku je vrchol Triglav (2 864 m n. m.), jenž dal parku jméno a nachází se v jeho pomyslném středu, nejnižším místem je pak Tolminka (180 m n. m.). V parku se nejčastěji vyskytují jeleni, srnci, kamzíci, kozorozi, medvědi a vlci.

## Správa parku
TNP spadá pod slovinské ministerstvo zemědělství a životního prostředí. Sídlo správy parku je v Bledu. Celkový počet zaměstnanců TNP je 64, z čehož se o dohled nad územím stará dvacet strážců a na zvěř a regulaci lovu dohlíží čtrnáct zaměstnanců. TNP je rozdělen do tří oblastí (I. ochranná oblast: 314,87 km²; II. ochranná oblast: 324,12 km²; III. ochranná oblast: 200,82 km²). Jen ve druhé a třetí ochranné oblasti je povolena těžba dřeva a lov zvěře; v první ochranné oblasti je lov možný pouze ve zvláštních případech.